# Matsudaira Sadanobu
| 松平 定信 Matsudaira Sadanobu | 松平 定信 Matsudaira Sadanobu                     |
| ----------------------------- | ------------------------------------------------- |
| Matsudaira Sadanobu           |                                                   |
| Geboren                       | Gestorben                                         |
| 15. Januar 1759               | 14. Juni 1829                                     |
| Familie                       |                                                   |
| Vater:                        | Tokugawa Munetake                                 |
| Adoptivvater:                 | Matsudaira Sadakuni (松平 定邦)                   |
| Geschwister:                  | Matsudaira Sadakuni (松平 定国), Tokugawa Haruaki |
| Ämter                         |                                                   |
| Fürst von Shirakawa           | 1783-1812                                         |
| Vorsitz im Rat des Bakufu     | 1787-1793                                         |
| Berater des Shōgun            | 1788-1793                                         |

Matsudaira Sadanobu (japanisch 松平 定信; * 15. Januar 1759; † 14. Juni 1829) war während der Tokugawa-Zeit Daimyō des japanischen Fürstentums (han) Shirakawa. Er zeichnete sich durch bürokratische und finanzpolitische Neuerungen aus, die sein Fürstentum, das er von 1783 bis 1787 leitete, aus einer massiven Wirtschaftskrise führte. Auf diese Erfahrungen stützte er sich auch während seiner relativ kurzen Amtszeit (1787–1793) als Vorsitzender im Rat (goroju) des Bakufu und Berater (輔佐, hosa) des Shōgun. In dieser Phase stellte er im Zuge seiner Kansei-Reformen die politische Machtbasis der Regierung wieder her und bekämpfte eine finanzielle Krise des Staates und seiner Bediensteten.

## Jugend
Als siebter Sohn von Tokugawa Munetake (1715–1771), wurde Sadanobu am 15. Januar 1759 in Edo geboren. Sein Vater war das erste Oberhaupt der Tokugawa-Zweigfamilie Tayasu, eine der go-sankyō (御三卿). Diese Familien gehen auf Tokugawa Yoshimune (1684–1751) zurück und bildeten den engsten Kreis des Clans. Wenn nötig, dienten sie als erweiterter Auswahlbereich für die Nachfolge des Shōgun. Da Munetake selbst diese Position verwehrt blieb, lag es in seinem Interesse, dass zumindest einer seiner Nachkommen diese wahrnehmen würde. Dementsprechend intensiv war auch die Ausbildung, die Sadanobu schon in jungen Jahren zuteilwurde.
Das Familienoberhaupt der Tayasu war seinerseits Sohn des achten Shōgun Tokugawa Yoshimune. Sparsamkeit und Genügsamkeit stellten zentrale Aspekte seiner Kyōhō-Reformen dar, die durch Munetake wesentliche Auswirkungen auf die Lebensweise und die Erziehung im Hause Tayasu hatten. Zweifellos prägte dies auch Sadanobu und war für sein späteres politisches Wirken richtungsweisend.

### Verhinderte Nachfolge als Shōgun
Im Jahre 1774, drei Jahre nach dem Tod seines Vaters, fanden auch die Hoffnungen des 15-jährigen Sadanobu, die Nachfolge des obersten Kriegsfürsten anzutreten ein jähes Ende. Da seine Brüder Sadakuni und Haruaki bereits in anderen Positionen untergebracht waren, stellte Sadanobu zwar den nächsten verfügbaren Kandidaten für eine Nachfolge seines Cousins Ieharu dar. Jedoch sah sich Tanuma Okitsugu (1719–1788) dadurch in seiner Vormachtstellung im Rat (老中, rōjū) des Bakufu bedroht. Um seinen Einfluss auch bei dem Nachfolger Ieharus aufrechtzuerhalten, ließ er Sadanobu durch den Daimyō des Lehens von Shirakawa, Matsudaira Sadakuni, als Nachfolger adoptieren und mit dessen Tochter verloben. Der Kontrolle des nächsten Shōgun war sich Tanuma nun sicher, da er auf diese Weise dem noch jungen Ienari, einem Neffen Sadanobus aus der nächstgelegenen Zweigfamilie Hitotsubashi, die Erbfolge zuspielte. Auf der anderen Seite bedeutete dies für Matsudaira Sadanobu, dass ihm der Titel des Shōgun, wie seinem Vater, auf Lebzeiten verwehrt bleiben wird. Am 23. Tag des 11. Monats 1775 zieht er in das ebenfalls in Edo gelegene Anwesen des Fürsten von Shirakawa um sich auf seine kommenden Aufgaben als Daimyō vorzubereiten.

### Bildung und Weltanschauung
Bereits im jungen Alter von 5 Jahren begann für Sadanobu die Lehre durch seinen Vater. Neben einer umfassenden Bildung in Politik und Ethik, sowie dem Lesen chinesischer Geschichtsbände, kam es auch zu ersten Kontakten mit den konfuzianischen Lehren. Des Weiteren zeigte er bereits früh ein reges Interesse für die politische Szene am Hofe und sammelte hier erste wertvolle Erfahrungen für seine spätere Laufbahn.
Auch die Zeit bis zu seinem Amtsantritt als Daimyō, die er zwischen seinem 15. und 24. Lebensjahr auf dem Shirakawa-Anwesen verbringt, war geprägt durch ein intensives und breit gefächertes Studium. Dabei liest er eine Vielzahl japanischer und chinesischer Geschichtstexte, Klassiker und andere literarische Werke, übt sich in Kalligraphie, Malerei und Dichtkunst, verfasst dabei selbst mehrere Tausend Gedichte und zahlreiche Aufsätze. In dieser Phase entstehen auch seine ersten politischen Schriften.
Im philosophischen Bereich orientierte sich Sadanobu stark an den Lehren des Neokonfuzianismus und dessen Prinzipien der kosmologischen Ordnung, wonach die Hierarchie der Gesellschaft als immanent und von der Natur vorgegeben betrachtet wird. Die daraus hervorgehenden Ansichten von der höheren sozialen Stellung der Landbevölkerung gegenüber den Händlern und Handwerkern gemäß dem Vier-Stände-System (Shi-Nō-Kō-Shō), sowie die Genügsamkeit und Sparsamkeit, die ihm als Vermächtnis Yoshimunes im Hause Tayasu vermittelt wurden, haben die politische Denkweise Sadanobus maßgeblich geprägt. Dies wird auch bei seinen späteren Kansei-Reformen deutlich, da jene Neuerungen sich vor allem gegen die einflussreiche Position der Händler richtet, die sie unter der merkantilistischen Politik seines Vorgängers erlangt haben.

## Politische Karriere
Charakteristisch für den politischen Werdegang Matsudaira Sadanobus war in erster Linie seine konservative Reformpolitik, deren Ziel die Wiederherstellung der „goldenen Zeiten“ seines Großvaters war. Dabei wiederholte er viele Maßnahmen, die er bereits in Shirakawa angewandt hatte in seinen Kansei-Reformen auf der Ebene des Bakufu. Nicht selten legte er hierbei ein bemerkenswertes politisches Kalkül an den Tag, wodurch es ihm gelang, die Anerkennung für diverse Verbesserungen, die er lediglich adaptiert oder von Vorgängern übernommen hatte, selbst einzustreichen.
Auch der von Aufständen geprägte und daher für politische Wechsel begünstigend wirkenden Unmut in der Bevölkerung, die sowohl bei seinem Amtsantritt als Daimyō als auch bei seiner Ernennung zum Ratsvorsitzenden des Bakufu eine Rolle spielten seien hier noch vorab genannt.

### Lehen Shirakawa
Im Jahre 1783 sahen sich weite Teile des Landes von der großen Tenmei-Hungersnot bedroht. Bedingt durch anhaltende Regenfälle und eine Folge von Naturkatastrophen wurde ein Großteil der Reisernte vernichtet. Die Folge waren Unruhen und Missmut in der Bevölkerung. So auch im Shirakawa-han, ein fudai-Lehen mit einem durchschnittlichen jährlichen Ertrag von 110.000 koku, in dem nahezu die gesamte Reisernte verloren ging, was den Preis für Reis bis auf das Sechsfache ansteigen ließ.
Die angespannte Situation gipfelte am 26. August in einem Aufstand. Der regierende Fürst Matsudaira Sadakuni, geschwächt durch eine langjährige Krankheit, war der Situation nicht mehr gewachsen und machte somit Platz für seinen, damals 24-jährigen, Erben Sadanobu der am 16. Oktober offiziell sein Amt antritt.
Im Zuge eines staatlichen Hilfsprogramms wurden nun mehr als 12.000 koku Reis aus angrenzenden Lehen gekauft und rationiert an die Bevölkerung ausgeben. Damit war die Versorgung für etwa 200 Tage sichergestellt. Auch wenn die Planung dieses Programms Aufzeichnungen zufolge schon vor Sadanobus Herrschaft begann beanspruchte er den Ruhm für die Abwendung der Hungersnot für sich.
Weiterhin führte Sadanobu in dieser Zeit vor allem Unterstützungsmaßnahmen für die bäuerliche Bevölkerung durch, setzte die Steuern aus, tilgte die Hälfte aller Schulden und importierte Medizin um eventuellen Epidemien vorzubeugen. Dabei war es sein Anliegen diese Bevölkerungsgruppe, welche die Einkommensgrundlage seines Lehens darstellte, zu stärken. Er siedelte Bauernfamilien um, erhob Verbote gegen Abtreibung und Kindstötung und leistete finanzielle Unterstützungen bei Heirat und Geburten. Keine dieser Maßnahmen stammte ursprünglich von Sadanobu. Jedoch kann nicht unbedingt festgestellt werden, ob sie zuvor bereits erfolgreich durchgeführt wurden. Die Anerkennung konnte er in jedem Fall für sich selbst verbuchen.
In der Folgezeit der Hungersnot unterzog er sein gesamtes Lehen einer mehrjährigen Sparpolitik und halbierte dabei die Besoldung seiner Gefolgsleute. Sadanobu selbst agierte dabei als moralisches Vorbild, indem er seinen eigenen Lebensstil, ganz im Sinne der Erziehung durch seinen Vater, auf das nötigste reduzierte. Bis Ende des Jahrzehnts machten sich seine Reformen auch finanziell bemerkbar. So bemaßen sich die Haushaltseinkünfte des Lehens bis 1790 auf ein Plus von 10.000 koku, die in die wirtschaftliche und industrielle Expansion investiert werden konnten.

### Aufstieg ins bakufu
Gegen Mitte der 1780er Jahre entwickelt sich im Bakufu allmählich eine allgemeine Unzufriedenheit mit der Politik Tanuma Okitsugus. Die Umstände des Todes von Shōgun Tokugawa Ieharu im August 1786 wurden in der Folge dazu genutzt, gegen Tanuma zu intrigieren und dessen Rücktritt zu erzwingen. Als Nachfolger Ieharus wurde der vierzehnjährige Tokugawa Ienari ernannt, der bis 1793 aufgrund seiner Minderjährigkeit unter Vormundschaft seiner Berater stand. Matsudaira Sadanobu wurde in dieser Zeit von den „Drei erhabenen Häuser[n]“ (go-sanke) unterstützt und als neuer Vorsitzender des rōjū vorgeschlagen. Durch die verbliebenen Befürworter Tanumas wurde dies jedoch zunächst abgelehnt.
Ähnlich wie bei seinem Amtsantritt im Shirakawa-han vier Jahre zuvor hatte Sadanobu 1787 seine schlussendliche Ernennung einem Aufstand, diesmal in der Hauptstadt Edo am 20. Tag des 5. Monats 1787, zu verdanken. Und wieder ist dieser auf massive Ernteausfälle zurückzuführen, die sich auf nahezu ein Drittel des Gesamtertrages im Reisanbau bezifferten. Jener Aufstand sorgte für den nötigen Druck in Richtung politischer Neuorientierung und bewegte einige seiner Kritiker im Rat dazu, ihre Einwände zurückzuziehen. Seine Ernennung erfolgte schließlich am 19. Juni desselben Jahres.
Die Ernennung zum Berater des Shōgun am 4. März des folgenden Jahres gab ihm schließlich die nötige Macht um die letzten Gefährten Tanuma Okitsugus im Rat durch seine eigenen Vertrauten zu ersetzen und so den Weg für seine Reformpolitik zu bereiten, die er unter dem Wahlspruch „Zurück zu Yoshimune“ in Anlehnung an die kyōhō-Reform seines Großvaters initiierte.

### Kansei-Reformen

#### Bürokratische Neuerungen
In der staatlichen Verwaltung begann Sadanobu bereits wenige Monate nach seinem Amtsantritt mit der Sanierung. Behörden unterhalb der Ratsebene wurden entschlackt und dabei mehr als 50 Beamte entlassen. Durch die Ernennung zum Regenten gestärkt, ersetzte er in der Folge nach und nach die verbliebenen Gefolgsleute Tanumas durch seine eigenen, wesentlich jüngeren, Vertrauten. Disbalancen in den Machtstrukturen des Bakufu, die durch die Politik Tanuma Okitsugus entstanden waren, suchte er wieder aufzuheben. Er legte die eigentliche exekutive Gewalt wieder in die Hände des Rats, indem er die Großkammerherrn (側用人, sobayōnin) absetzte. Diese waren als Mittlerstellen zwischen Rat und Shōgun unter Tanuma zu zentralen Akteuren in der Regierung geworden.

#### Wirtschaftliche Veränderungen
In den Bereichen der Wirtschaft und Staatsfinanzen sah Matsudaira Sadanobu wohl den meisten Handlungsbedarf. Unter der von Merkantilismus und Expansionismus geprägten Herrschaft seines Vorgängers hatte der Stand der Kaufleute enorm an Einfluss gewonnen. Vor allem jene Reishändler und Gilden in Edo, die für den Handel des Steuerreises zuständig waren (札差, fudasashi) und somit den Preis für Reis kontrollieren konnten, waren ihm ein Dorn im Auge. Nicht nur die bäuerliche Bevölkerung, die gemäß den damaligen konfuzianischen Ansichten die gesamte Steuerlast trug, hatte unter diesen zu leiden, sondern auch die Untergebenen des bakufu waren von ihnen abhängig. Nach der Zwangsumsiedlung in die Städte unter Tokugawa Ieyasu waren die daimyō und ihre Kriegerbeamten von deren ländlichen Einkommensquellen getrennt worden. So konnten sie zwar auf der einen Seite nicht so leicht zu einer Bedrohung für die Regierung werden, waren aber auf der anderen Seite vollkommen auf ihre Vergütung durch das bakufu angewiesen. Dies wurde traditionell in Reis gezahlt, was die Staatsdiener abermals von den Reishändlern abhängig machte. In den meisten Fällen reichte dies jedoch nicht aus, um für das teure Stadtleben aufzukommen, an dem in Sadanobus Augen ebenso die Händler Schuld trugen, da sich durch die Manipulation des Reiskurses in der Folge auch die Warenpreise erhöhten. Betroffen waren davon vor allem Samurai der unteren Ränge wie etwa die Hatamoto oder Go-kenin, deren Stipendien verhältnismäßig gering waren. Dementsprechend verschuldeten sich viele Staatsdiener bei Händlern und Geldverleihern mit Darlehen zu einer gängigen Verzinsung von 18 % pro Jahr. Diese Problematik betraf auf lange Sicht auch das Bakufu selbst, da Schulden der Gefolgschaft bei Zahlungsunfähigkeit in letzter Instanz auf die Regierung zurückfielen.
Die Ziele seiner Reform waren also klar definiert: Die Finanzmittel des Landes mussten aus dem Griff der Reishändler gelöst werden, Geldverkehr und Markt sollten wieder unter staatliche Kontrolle kommen, die verschuldeten Samurai galt es zu entlasten und die ländliche Bevölkerung zu stärken.
Um eine Stabilisierung im Reismarkt zu bewirken, richtete Sadanobu zunächst drei neue Behörden (会所, kaisho) ein. Die Aufgaben dieser Ämter bestanden darin, die Kreditvergabe und den Geldumlauf zu kontrollieren. Die Administration wurde einer Gruppe von Regierungshändlern (御用達, go-yō-tachi) übertragen, deren Zusammenarbeit mit dem Bakufu durch die Bereitstellung des Startkapitals im Rahmen eines Beteiligungsunternehmens gesichert wurde.
Außerdem wurden durch diese Behörden 1788 in den Territorien um Edo Lagerhäuser errichtet und für entsprechende Reisrücklagen gesorgt, die in Zeiten großer Marktschwankungen zur Regulierung des Reiskurses freigesetzt werden konnten. Folglich hätte dies auch Auswirkungen auf die allgemeinen Warenpreise und somit auf die Lebenshaltungskosten der Bevölkerung. 1790 wurden landesweit solche Reisspeicher errichtet und den Daimyō ein Rücklagesoll von 0,5 % der Einnahmen auferlegt. Dies sollte zum einen die Landbevölkerung gegen Hungersnöte wie jene, der sich Sadanobu zuvor in Shirakawa gegenübersah, absichern und zum anderen abermals zum Ausgleich von Preisschwankungen dienen.
Das Kreditsystem wurde ebenso neu geregelt, indem zinsgünstige staatliche Darlehen an die Händler vergeben wurden, die diese dann zu höheren Zinsen weiterveräußerten. Der Zinssatz für Leihgaben an Gefolgsleute des bakufu wurde dabei auf 12 % beschränkt.
Gestützt durch dieses System, die neu installierten kaisho und unter der Aufwendung von gerade einmal 30.000 ryō aus den Staatskassen ordnete Sadanobu am 16. Tag des 9. Monats 1789 den Erlass aller Schulden (棄捐, kien), die älter als 20 Jahre waren, an sowie die schrittweise Tilgung aller jüngeren Schulden. Durch diese Maßnahme wurde das Bakufu und seine Gefolgschaft von Schulden im Bereich von annähernd 1,2 Millionen ryō befreit.
Als weitere Maßnahmen Sadanobus, die die Bestrebungen seines Vorgängers Tanuma aufhoben, beseitigte er zahlreiche Rohstoffmonopole und löste Handelsgilden (株仲間, kabu nakama) auf.
In diesem Zusammenhang seien auch noch die Sparsamkeitsedikte genannt, die er erließ, um die Bevölkerung zu mehr Zurückhaltung zu erziehen und die Verschuldungen einzugrenzen. Unter anderem wurden dabei ausgefallene Kleidung, aufwendige Frisuren und unzüchtige Literatur verboten.
Der Effekt, den Sadanobu mit seinen Reformen erzielte, konnte sich, zumindest kurzfristig, sehen lassen: Verbuchte der Staatshaushalt bei seinem Amtsantritt 1787 noch ein Defizit von 1.000.000 ryō, konnte er ab 1790 sogar ein Plus von 75.000 ryō verbuchen.

#### Außenpolitischer Kurs
Neben den erwähnten Beschränkungen des Außenhandels war es Sadanobus Absicht, auch die übrigen Expansionsbestrebungen und die offene Begeisterung gegenüber dem Westen, die unter Tanuma Okitsugu betrieben wurden, zu unterbinden. Westliche Literatur sowie der Kontakt zu Europäern in Japan wurden stärker eingeschränkt.
Dies bekam auch der Schriftsteller und Gelehrte Hayashi Shihei zu spüren, der sich in seinen Texten für den Aufbau einer japanischen Flotte und außenpolitisches Eingreifen auf dem asiatischen Kontinent aussprach. Er wurde von Sadanobu 1792 nebst dem Verbot seiner Werke unter Hausarrest gestellt.
Handelsbeziehungen und Exportabkommen zum Kaiserreich China und Holland wurden abgebrochen oder massiv beschränkt, was dazu führte, dass in den Jahren nach 1790 der Außenhandel über Nagasaki nahezu völlig zum Erliegen kam. Sadanobu verstärkte ebenso die Kontrolle und Befestigung der Küsten und stoppte, auch unter dem Aspekt seiner zuvor angesprochenen Einsparungsmaßnahmen, die Kolonisierung der nördlichen Insel Ezo, des heutigen Hokkaidō. Durch die spätere Ankunft erster militärischer Gesandter aus Russland unter Adam Laxman sah sich Matsudaira Sadanobu in seiner Wiederherstellung einer strengeren Abschottung Japans bestätigt.

## Rücktritt und Vermächtnis
Am 25. Mai des Jahres 1793 reichte Sadanobu nach 6 Jahren ein Rücktrittsgesuch von seinem Amt als Berater des Shōgun ein. Wurde dann jedoch am 23. Juli sowohl von seinen Pflichten als hosa, als auch von seiner Position als Vorsitzender des Rats enthoben.
Als Daimyō von Shirakawa tritt er schließlich im Jahre 1812 zurück und verlässt damit die politische Bühne.
Seinem Werk widerfuhr bereits zu Lebzeiten Anerkennung und Würdigung. Im Shirakawa-han wurde er in zahlreichen Schreinen verehrt und 1855 mit dem göttlichen Titel shukoku daimyōjin (守国大明神), der „großen Gottheit und Beschützer des Landes“ bedacht. Mizuno Tadakuni (1794–1851), der während der tempō-Ära die dritte große Reform der Tokugawa-Zeit durchführte, verstand seine Maßnahmen als Rückbezug auf die Politik Sadanobus. Eine Würdigung, die der für Tokugawa Yoshimune, durch Sadanobu selbst, gleichkommt.

## Bibliographie
- Hall, John Whitney (1968): Das japanische Kaiserreich. 14. Aufl. Frankfurt am Main: Fischer Taschenbuch Verlag (Fischer Weltgeschichte, 20)
- Hall, John Whitney (1955): Tanuma Okitsugu. Forerunner of Modern Japan. Cambridge: Harvard University Press (Harvard Yenching Monograph Series, 14)
- Hauser, William B. (1974): Economic Institutional Change in Tokugawa Japan. Osaka and the Kinai Cotton Trade. Cambridge: Cambridge University Press
- Henderson, Dan Fenno (1968): "Daimyo Rule in Castle Town and Village", in: Hall, John Whitney – Studies in the Institutional History of Early Modern Japan
- Ooms, Herman (1975): Charismatic Bureaucrat: A Political Biography of Matsudaira Sadanobu, 1759-1829. Chicago: The University of Chicago Press
- Sheldon, Charles David (1958): The Rise of the Merchant Class in Tokugawa Japan. New York: J. J. Augustin Inc.
- Totman, Conrad (1993): Early Modern Japan. Berkley (u. a.): University of California Press
- Tsukahira, Toshio G. (1966): Feudal Control in Tokugawa Japan: The Sankin Kōtai System. Cambridge: Harvard University Press
- S. Noma (Hrsg.): Matsudaira Sadanobu. In: Japan. An Illustrated Encyclopedia. Kodansha, 1993. ISBN 4-06-205938-X, S. 933.
- Zöllner, Reinhard (2006): Geschichte Japans – Von 1800 bis zur Gegenwart. Paderborn: Ferdinand Schöningh

| Vorgänger           | Amt                            | Nachfolger          |
| ------------------- | ------------------------------ | ------------------- |
| Matsudaira Sadakuni | Daimyō von Shirakawa 1783-1812 | Matsudaira Sadanaga |

| Personendaten    | Personendaten                                |
| ---------------- | -------------------------------------------- |
| NAME             | Matsudaira, Sadanobu                         |
| ALTERNATIVNAMEN  | 松平 定信 (japanisch)                        |
| KURZBESCHREIBUNG | Daimyō des japanischen Fürstentums Shirakawa |
| GEBURTSDATUM     | 15. Januar 1759                              |
| STERBEDATUM      | 14. Juni 1829                                |